# دومينيكو جينوفيز
دومينيكو جينوفيز (بالإنجليزية: Domenico Genovese)‏ (2 فبراير 1961 في المملكة المتحدة - 28 أكتوبر 2023) هو مدرب كرة قدم ولاعب كرة قدم بريطاني في مركز الهجوم. لعب مع نادي بيتربورو يونايتد ونادي كامبريدج ستي ونادي بوسطن يونايتد.

## وصلات خارجية
- دومينيكو جينوفيز على موقع قاعدة بيانات كرة القدم.إي يو (الإنجليزية)